# Mikołaj Pochylski
Mikołaj Pochylski – polski fizyk, doktor habilitowany nauk fizycznych związany z Wydziałem Fizyki UAM w Poznaniu.

## Życiorys
Absolwent liceum zawodowego w Zespole Szkół Elektrycznych nr 2 w Poznaniu (elektromechanik urządzeń przemysłowych, 1996). Fizykę ukończył na poznańskim Wydziale Fizyki UAM w 2001 (praca magisterska: Brillouinowskie rozpraszanie światła w szeregu polioksyetylenodioli). Doktoryzował się na macierzystym wydziale w 2006 na podstawie pracy pt. Badanie oddziaływań molekularnych w roztworach politlenku etylenu metodą spektroskopii Brillouina (promotorem zarówno pracy magisterskiej, jak i doktorskiej był Zdzisław Błaszczak).
Habilitował się w 2017 na podstawie oceny dorobku naukowego oraz cyklu publikacji pt. Eksperymentalna weryfikacja teoretycznych metod opisu zjawiska rozpraszania Brillouina w cieczach tworzących wiązania wodorowe. Na macierzystym Wydziale Fizyki UAM pracuje jako adiunkt w Zakładzie Biofizyki Molekularnej. Specjalizuje się w takich zagadnieniach jak: dynamika i struktura materii miękkiej, płyny w zewnętrznych polach fizycznych oraz optyczne metody eksperymentalne.
Swoje prace publikował m.in. w „Journal of Molecular Liquids", „Physical Review E" oraz „Journal of Physical Chemistry B".